# Toulon-la-Montagne
Pour les articles homonymes, voir Toulon (homonymie).
Toulon-la-Montagne est une ancienne commune française du département de la Marne en région Grand Est. Elle est associée à celle de Vert-la-Gravelle en 1973, formant ainsi la commune de Vert-Toulon.

## Toponymie
Anciennement mentionné : Tholom (1162), Toulon (1175), Toullon (1366), Thulon (1372), Thoullon (1507), Thoulon (1509), Toulon et Belair (1793), Bel-Air (sans date), Touton (1801), Toulon-la-Montagne (1888),.

Mot d'origine gauloise, de  l'oïl tolon « colline , éminence ».
Toulon, porta provisoirement, au cours de la Révolution française, le nom de Bel-Air puis fut appelée Toulon-la-Montagne en 1888.

## Histoire
En 1789, ce village fait partie de l'élection de Châlons et est régi par la coutume de Vitry.
Le 1er septembre 1973, la commune de Toulon-la-Montagne est rattachée sous le régime de la fusion-association à celle de Vert-la-Gravelle qui devient Vert-Toulon.

## Politique et administration
| Période                                  | Période | Identité      | Étiquette | Qualité |
| ---------------------------------------- | ------- | ------------- | --------- | ------- |
|                                          |         | Marcel Bonnet |           |         |
| Les données manquantes sont à compléter. |         |               |           |         |

## Démographie
| 1866 | 1872 | 1876 | 1881 | 1886 | 1891 | 1896 | 1901 | 1906 |
| ---- | ---- | ---- | ---- | ---- | ---- | ---- | ---- | ---- |
| 87   | 89   | 76   | 79   | 78   | 84   | 84   | 91   | 85   |

| 1911 | 1921 | 1926 | 1931 | 1936 | 1946 | 1954 | 1962 | 1968 |
| ---- | ---- | ---- | ---- | ---- | ---- | ---- | ---- | ---- |
| 82   | 41   | 49   | 49   | 42   | 40   | 33   | 40   | 33   |

## Lieux et monuments
- Église Saint-Vincent